# Hugo Lindo
Hugo Lindo Olivares (La Unión, 13 de octubre de 1917 - San Salvador, 9 de septiembre de 1985) fue un escritor, diplomático, político y abogado salvadoreño.

## Biografía
Nació en 1917 en el puerto de La Unión, El Salvador, en el seno de una familia de clase media trabajadora. Estudió en el Externado de San José y en la Universidad de El Salvador, donde obtuvo el título de Doctor en Jurisprudencia y Ciencias Sociales. En 1947 hizo un viaje como diplomático a Corea. 
Desempeñó el cargo de Director del Departamento Editorial del Ministerio de Cultura desde el 15 de enero al 31 de diciembre de 1953.
Fue embajador de El Salvador ante la República de Chile (1953-1959) y ante la República de Colombia (1959-1960). Fue Ministro de Educación en 1961 y volvió al servicio diplomático como embajador de El Salvador ante el Reino de España (1969-1972). Cuando regresó a El Salvador, montó una librería y galería "Altamar", hasta que la crisis económica le obligó a cerrar. 
Participó en la fundación de la Universidad "Dr. José Matías Delgado" y se desempeñó como Decano de la Facultad de Bellas Artes de dicha Universidad hasta su fallecimiento (1979-1985). 
Estuvo casado con Carmen Fuentes, (hija del que fuera también diplomático y escritor, D. Ismael G. Fuentes)  y tuvieron 7 hijos, entre ellos el escritor Ricardo Lindo Fuentes y el historiador Héctor Lindo Fuentes.
Falleció en San Salvador, el 9 de septiembre de 1985, a la edad de 68 años. En 2005, la VII  Semana de la Lectura de El Salvador estuvo dedicada a su memoria, y en el año 2010 otro homenaje en conmemoración de los 25 años de fallecimiento, por parte de la Universidad Dr. José Matías Delgado.
Como poeta, ganó varios Juegos florales; el primero de ellos en el año 1935, correspondiente a las fiestas de Santa Ana. Fue miembro de honor del Instituto Salvadoreño de Cultura Hispánica (martes 8 de julio de 1969), y recibió la Gran Cruz de la Orden de Isabel la Católica (julio de 1972). 
Sus libros están incluidos entre los obligatorios en los colegios salvadoreños.
Todos los documentos que tenía, fueron donados por la familia al Museo de la palabra y de la imagen.

## Obra jurídica
Como jurista, obtuvo la Medalla de Oro a su tesis doctoral El divorcio en El Salvador; y posteriormente a la desaparición de la Organización de Estados Centroamericanos (ODECA), publicó unas reflexiones sobre la misma, en La Integración Centroamericana ante el Derecho Internacional (1971)

## Obra poética
Publicó los poemarios: Poema eucarístico y otros (1943), Libro de Horas (1948), Sinfonía del Límite (1953), Trece instantes (1959), Varia Poesía (1961), Navegante río (1963), Solo la voz (1968), Maneras de llover (1969), Este Pequeño Siempre (1971), Resonancia de Vivaldi (1976), Aquí mi Tierra (1979), Fácil Palabra (1985). De manera póstuma se publicaron varias obras, que dejó como testamento vital, realizadas de manera febril al sentir próximo su final; a saber: Desmesura (1992), Prólogo a la Noche (1999), Casi en la Luz (1999) y con el nombre Mañana Será el Asombro, se publican tres tomos de su poesía completa, el primero en 2006, el segundo en 2008 y el tercero en 2010.

## Narrativa
Publicó Guaro y champaña (1955), El Anzuelo de Dios (1956), ¡Justicia, Señor Gobernador! (1960, su obra más conocida), Cada día tiene su afán (1965) y Yo soy la Memoria  (1983).